# Кітіла
Кітіла (рум. Chitila) — місто у повіті Ілфов в Румунії. Адміністративно місту також підпорядковане село Рудень (населення 1360 осіб, 2002 рік).
Місто розташоване на відстані 12 км на північний захід від Бухареста, 130 км на південь від Брашова.

## Населення
За даними перепису населення 2002 року у місті проживали 12 643 особи.
Національний склад населення міста:
| Національність            | Кількість осіб | Відсоток |
| ------------------------- | -------------- | -------- |
| румуни                    | 12360          | 97,8%    |
| цигани                    | 236            | 1,9%     |
| німці                     | 10             | 0,1%     |
| українці                  | 6              | < 0,1%   |
| угорці                    | 5              | < 0,1%   |
| росіяни-липовани          | 3              | < 0,1%   |
| турки                     | 2              | < 0,1%   |
| італійці                  | 2              | < 0,1%   |
| вірмени                   | 2              | < 0,1%   |
| чехи                      | 1              | < 0,1%   |
| поляки                    | 1              | < 0,1%   |
| не вказали національність | 1              | < 0,1%   |

Рідною мовою назвали:
| Мова                  | Кількість осіб | Відсоток |
| --------------------- | -------------- | -------- |
| румунська             | 12517          | 99,0%    |
| циганська             | 95             | 0,8%     |
| німецька              | 8              | 0,1%     |
| угорська              | 3              | < 0,1%   |
| українська            | 3              | < 0,1%   |
| російська             | 2              | < 0,1%   |
| турецька              | 2              | < 0,1%   |
| італійська            | 2              | < 0,1%   |
| чеська                | 1              | < 0,1%   |
| польська              | 1              | < 0,1%   |
| не вказали рідну мову | 1              | < 0,1%   |

Склад населення міста за віросповіданням:
| Релігія                                       | Кількість осіб | Відсоток |
| --------------------------------------------- | -------------- | -------- |
| православні                                   | 12275          | 97,1%    |
| п'ятдесятники                                 | 129            | 1,0%     |
| лютерани                                      | 76             | 0,6%     |
| римо-католики                                 | 72             | 0,6%     |
| бретрени                                      | 17             | 0,1%     |
| лютерани (Синодально-пресвітеріанська церква) | 16             | 0,1%     |
| баптисти                                      | 15             | 0,1%     |
| адвентисти                                    | 13             | 0,1%     |
| мусульмани                                    | 5              | < 0,1%   |
| греко-католики                                | 4              | < 0,1%   |
| не релігійні                                  | 3              | < 0,1%   |
| реформати                                     | 2              | < 0,1%   |
| атеїсти                                       | 2              | < 0,1%   |

## Транспорт
Читила пов'язана з Бухарестом двома автобусними маршрутами (r476 та r429, що обслуговуються компанією Ecotrans STCM). Залізнична станція Чітіла обслуговує дві головні залізничні лінії CFR, що виходять з Бухареста: Лінії 500 та 300, що прямують до Плоєшть та Тирговіште. 

## Зовнішні посилання
- Дані про місто Кітіла на сайті Ghidul Primăriilor [Архівовано 14 травня 2012 у Wayback Machine.]